# Sicilija (rimska provinca)
Provinca Sicilija, prva provinca, ki jo je pridobila Rimska republika. Ustanovljena je bila proti koncu prve punske vojne s Kartagino leta 241 pr. n. št. kot ozemlje, ki ga je upravljal rimski prokonzul. V provinco je bila poleg Sicilije vključena tudi Malta. 
Zelo pomembno vlogo je imela v rimskem republikanskem obdobju kot dobaviteljica žita mestu Rimu. Po osvojitvi Afrike, predvsem po priključitvi ptolemajskega kraljestva v Egiptu, je njen pomen začel usihati. Ponovno je zrasel nekaj stoletij kasneje, ko je Rim izgubil oblast v severni Afriki in bil prisiljen svoje potrebe ponovno zadovoljevati na Siciliji.
Sicilija je ostala provinca Rimske republike in Rimskega cesarstva približno šest stoletij, predvsem zaradi žita, s katerim je oskrbovala Rim. Cesarstvo se ni pretirano trudilo, da bi jo romaniziralo, tako da je ostala pretežno grška.  Pomemben dogodek, ki je vplival na Sicilijo v pozni Republiki, je bilo obče znano izjemno slabo upravljanje magistrata Gaja Vera, ki ga je leta 70 pr. n. št. obsodil celo Cicero v svojem govoru In Verrem. 
Na Siciliji sta bila rojena zgodovinar Diodor Sicilski in pesnik Tit Kalpurnij Sikul. Najbolj znani arheološki ostanki iz sicilskega provincijskega obdobja so mozaiki v plemiški vili v sedanji Piazzi Armerini v osrednji Siciliji.
Sicilija je bila dom ene od najstarejših krščanskih skupnosti in nekaj najzgodnejših krščanskih mučencev, med njimi svete Agate Katanijske in svete Lucije Siraškuške. 
Sicilijo je leta 440 osvojil vandalski kralj Gajzerik. Po bizantinski osvojitvi Vandalskega kraljestva je ponovno postala rimska provinca.

## Vir
- T. Bechert, Die Provinzen des Römischen Reiches, Einführung und Überblick, Zabern, Mainz 1999, ISBN 3-8053-2399-9, str. 59f.